# 袁埏烽
袁埏烽（1924年1月3日—2014年2月4日），號 克修，台北市艋舺人。終身提倡推廣劍道、射箭、擊劍三項運動，自創「乾坤雙劍法」、「乾坤八卦單劍法」，曾發起組織中華民國劍道協會、中華民國射箭協會及台北市體育總會擊劍委員會，並擔任過中華民國劍道協會第一任總幹事、中華民國射箭協會第一任總幹事、台北市體育總會擊劍委員會主任委員、台北克修擊劍館館長，多次帶領劍道隊、射箭隊出國比賽。
袁埏烽曾擔任台北市政府教育局體育督學、台北市政府教育局社教課體育股股長、台北市立大同中學體育組長，台北市立成功高級中學體育老師、台北市立體育場主任及台北市東門游泳池管理所所長等職務。1957年10月擔任台北市政府教育局社教課體育股股長期間，辦理台北市參加第十二屆台灣省運動會，獲得十八項冠軍暨精神錦標，榮獲總統獎。
袁埏烽為第二次世界大戰後台灣劍道運動推手，被稱為台灣劍道之父，與台灣劍道之母謝德仁齊名。曾受日本東京教育大學體育學部梅田部長、劍道研究室主任中野八十二教授邀請，赴日演講表演自創的乾坤雙劍法。
袁埏烽終身致力於日本劍道、西洋射箭、擊劍、中國劍法之研究及推廣，2014年2月4日過世，享壽92歲。。

## 劍道推展經歷
- 1958年8月向中華全國技擊委員會主任委員胡偉克將軍申請成立擊劍部東洋組（部主任蔣緯國將軍，組主任周財源），而選出林清輝、陳金塗、林挺生、謝德仁、黃登巽、林憲為委員，袁埏烽為主任幹事。
- 1959年「台灣省體育會劍道協會」發起組織。
- 1959年1月「臺灣省體育會擊劍協會」成立，周財源主任委員，徐銀格副主任委員，袁埏烽常務委員兼總幹事，謝德仁常務委員兼副總幹事，歐瑞雄、黃登巽、林憲、蘇定國、黃天和、邱金波、劉乾元常務委員，林永倉等二十一名委員。此後各縣市委員會相繼成立。
- 1960年12月應全日本劍道連盟主辦之第八屆全日大會擔任顧問，中華民國派出袁埏烽、謝德仁、歐瑞雄三人赴日考察。
- 1965年第一回「國際社會人劍道大會」於台北市公賣局體育館召開，首次公演自創之中日合流乾坤雙劍法。
- 1967年第三回「國際社會人劍道大會」召開時、於日本大阪市立體育館再度公演乾坤雙劍法。
- 1971年受日本東京教育大學體育學部梅田部長及劍道研究室主任中野八十二教授邀請，於東京教育大學武道場演講乾坤雙劍法並公演。

## 射箭推展經歷
- 1964年9月27日，邀請台大醫學院外科主任林天佑成立「台北市體育會射箭委員會」成立[4]。
- 1967年4月2日「中華全國技擊委員會射箭部」成立，邀請林天佑為首任會長，總幹事袁埏烽。
- 1969年8月，加入國際射箭總會（FITA），成為會員之一。
- 1972年9月13日中華民國射箭代表隊飛新加坡，中華民國射箭代表隊一行十人由領隊袁埏烽率領，十三日下午搭機飛往新加坡，參加第一屆亞洲杯射箭錦標賽大會。中華民國射箭代表隊囊括男女團體錦標，包括六金四銀五銅共十五面獎牌，全國體協理事長楊森將軍親至松山機場迎接。總領隊林天佑、顧問李恂恂、領隊袁埏烽、教練藍慶祥、管理許陳月香、隊長王義、男隊員莊鴻熙、張庚寅、徐光雄、女隊員薛美霞、吳楊淑純、翁吳金淑、葉文鶴。[5][6]

## 擊劍推展經歷
- 1968年袁埏烽發起組織「台北市體育會擊劍委員會」，主任委員莊金座、總幹事袁埏烽。這是台灣第一個正式的擊劍委員會，每年定期舉辦「青年盃」及「國慶盃」擊劍錦標賽。1970年3月，中華全國技擊委員會曾舉辦一次全國「劍手盃」擊劍錦標賽。
- 1973年4月14日，「中華民國擊劍協會」成立，成為體育協會單項組織之一。
- 1969年5月31日，台北市第一屆中上學校西洋劍友誼比賽在開南商工大禮堂舉行。會長莊金座開劍後，由總幹事袁埏烽、袁紹宗父子表演東西洋混合軍刀劍法，開南商工亦作三場劍道表演，隨著展開19隊西洋劍友誼賽。[7]

## 著作
- 《乾坤雙劍法》[8]
- 《擊劍入門》[9]
- 《乾坤八卦單劍法》：主要講述軍刀攻擊法十二招。